# エクアドル・ペルー戦争
エクアドル・ペルー戦争（エクアドル・ペルーせんそう、スペイン語: Guerra peruano-ecuatoriana）は、1941年7月5日から1942年1月29日にかけて南米で起こった国境紛争である。現地では1941年戦争（スペイン語: Guerra del 41）として知られる。この戦争は、20世紀にエクアドルとペルーの間で起こった3回の軍事紛争のうち最初のものであった。戦争中、ペルーはエクアドル西部のエル・オロ県とアンデス山脈のロハ県の一部を占領した。
両国間の停戦協定は1941年7月31日に発効した。両国は1942年1月29日にリオデジャネイロ議定書に署名し、その後ペルー軍はエクアドルから撤退した。領土問題に対する両国間の対立は1942年以降も続き、1995年のセネパ戦争と1998年10月のブラジリア大統領法の調印後に終結した。
この戦争は第二次世界大戦中にアメリカ大陸本土で行われた唯一の大規模な軍事作戦と戦闘であったが、当時のエクアドルとペルーは連合国と枢軸国の両勢力に対して中立の立場だったため、戦争そのものは連合国と枢軸国の争いとは無関係に行われた。そのため、第二次世界大戦と並行してその中立国同士で行われた、まったく別の戦争である。

## 歴史

### 戦争の背景と原因
ペルーとエクアドルの国境紛争は、両国の植民地時代にまで遡る。ラテンアメリカ諸国がスペインから独立した際、国境は概ね植民地時代の行政区画に沿って定められた。しかし、ペルーとエクアドルの国境に関しては植民地時代から既に行政区画の変更を巡る係争が存在しており、ここに問題が端を発する。
エクアドルは1822年にスペインから独立した大コロンビアの一部であったが、ペルーは1829年に早くも同国と戦った。大コロンビアは紛争地の一部であった。一連の戦いの後、タルキの戦いを最後にペルーは敗れ、グアヤキル議定書が1829年9月22日に調印されて戦争は終結した。これに基づいて国境画定を実行するペデモンテ・モスケラ議定書により、大コロンビアとペルーの国境はスペイン植民地の副王領であるヌエバ・グラナダ副王領とペルー副王領の国境と概ね同じものに定められた。
その後エクアドルは、1830年に大コロンビアから独立した際に、大コロンビアの継承国家としてグアヤキル議定書で定められたペルーとの国境線の継承を主張した。しかし、ペルーは元の文書が見つからないためにこれの有効性に異議を唱え、その存在に疑問を投げかけた。さらに、条約締結国である大コロンビアが既に存在しないことなどを理由に無効であると主張した。
1859年から1860年にかけて、両国はアマゾンと国境を接する紛争地域を巡って争った。しかしこの時エクアドルは内戦状態にあり、ペルーのラモン・カスティーリャ大統領を含む他のラテンアメリカ諸国との外交関係を妨げていた。
1887年には、両国が署名した条約によってスペイン国王が仲裁人として行動することが定められた。この結果結ばれたエレーラ・ガルシア条約は、紛争を恒久的に解決することが期待されていたが、ペルー議会は修正を導入した後にのみ条約を批准するとした。その後のペルーの修正にエクアドルは抗議して手続きを中止したため、国王は決定を下すことを控えた。

### サロモン・ロサノ条約
別の論争は、1922年3月にコロンビアとペルーの政府によってサロモン・ロサノ条約に署名した後に発生した。この条約は当時レギア・イ・サルセドによって指導されていた。秘密にされた条約は、アマゾン川の主流に繋がるレティシア市によって管理されている小さな土地を除き、ペルーとコロンビアの境界をプトゥマヨ川沿いとして画定した。それによりコロンビアは、プトゥマヨ川の南にある紛争地域の残りの部分を事実上ペルーが支配することを認めた。
ルイス・ミゲル・サンチェス・セロの指揮下の軍隊によるレギアのクーデターに続いてこの条約が公表され、この条約によってペルーの領土の一部をコロンビアに与えたとペルー国民に認識されたので、多くの反感を買った。レティシアが支配するアマゾン地域をめぐるこの紛争によって、最終的に1932年から1933年にかけてコロンビアとペルーの間でのレティシア紛争を勃発した。ペルーとコロンビアの入植者の両方が住んでいたレティシアを巡るこの紛争は、サンチェス・セロが暗殺され、新しいペルー大統領のオスカル・ベナビデス大統領がサロモン・ロサノ条約を支持するリオデジャネイロ議定書を受け入れることで、ついに終止符が打たれた。
サロモン・ロサノ条約はエクアドルでもあまり支持を得られなく、東がペルーに囲まれており、その領土はエクアドルの不可欠な部分であると主張していた。さらにエクアドルの問題に加えて、コロンビア政府は現在ペルーの領土的要望を正当なものとして認めている。

### 戦争の準備
1936年に、各国が事実上所有している領土を認める協定が調印された。この結果として、1936年の現状維持境界線が生じたとして知られている。
しかし、1938年までに両国の間で再び国境紛争が起きた。同年、アルベルト・エンリケス・ガロ将軍（軍事クーデター後に政府を担当した）の顧問を務めた高官で構成されていたエクアドルの内閣全体が、エクアドル軍の指揮を取る為に政府を辞任した。一方キトでは、「ペルーをぶっ潰せ！エクアドル万歳！」と唱える人々による公共デモが起こった。
エクアドルで起こった出来事に対するペルーの反応を、カルロス・コンチャ外相が明らかにした。彼は「ペルーはまだリーダーを失っていない。我々の国は繁栄の過程にあり、戦争について考えるとしたら政府のトップが完全に狂っている必要がある。」と述べた。当時のペルーの社会情勢は大きな変化を遂げており、アウグスト・ベルナルディーノ・レギア大統領が、道路と衛生の改善、産業開発、ペルーの先住民の一般的な福祉の促進が目的だと主張していた社会改革が開始され、オスカル・ベナビデス将軍によって継続されていた。経済的な面では、ペルーはバランスの取れた予算で運営しようとしていると主張したが、その前向きな対外貿易にもかかわらず、依然として多額の債務を抱えていた。しかし、ペルーは再び紛争地帯に配備されたエクアドル軍と数を一致させるために、エクアドルとの国境に軍隊を動員し始めた。
1941年1月11日、ペルーのマヌエル・プラード大統領は、エクアドルがペルーの領土であるサルミージャへの侵攻や占領を行っていたと主張し、北部作戦戦域を担当する軍事部隊である北軍分遣隊（スペイン語: Agrupamiento del Norte、アグルパミエント・デル・ノルテ）の結成を命じた。

## 参加兵力

### エクアドル
ルイス・ロドリゲス大佐の証言によると、7月5日と6日の事件後、エルオロ（オクタビオA.オチョア中佐）の陸軍国境司令部にある運用可能なエクアドル軍は次の通りだった。
- サルミージャ川に沿って配備された部隊：3人の上級将校、33人の将校、および743人の兵士。
次のように編成された。
  - 「カヤンベ」大隊：2人の上級将校、22人の将校、490人の兵士。
  - 「モンテクリスティ」大隊：1人の上級将校、11人の将校、253人の兵士。
- 後方に配備された部隊：4人の上級将校、40人の将校、28人の兵士、93人の志願兵、500人のカラビネロ（準軍組織の政府軍）。
  - アレニージャス：2人の上級将校、3人の将校、14人の兵士。
  - サンタローザ：2人の上級将校、1人の将校、18人の兵士、93人の志願兵、500人のカラビネロ。

### ペルー
1939年から1940年にかけて国境で緊張が高まった結果、ペルーのマヌエルプラド大統領は、1940年12月に陸軍北部集団（アグルパミエント・デル・ノルテ）の創設を承認した。  1941年7月には、この部隊は大きな軍事作戦を開始する準備が整っていた。

#### ペルーの戦闘序列
北部集団の戦闘序列（1941年7月）
- 北部集団司令部（司令官：エローイ・G・ウレータ准将、参謀長：ミゲール・モンテーサ中佐）
  - 第5、第7騎兵連隊
  - 第6野戦砲兵大隊（105mm砲8門）
  - 陸軍戦車支隊（チェコスロヴァキア製LTP戦車12両）
- 第1軽歩兵師団（ルイス・ビナテーア大佐）
  - 第1、第5、第19歩兵大隊
  - 第1山岳野戦砲兵大隊（8門）
  - 第1工兵中隊
  - 第1対空砲兵隊
- 第8軽歩兵師団（セーサル・サラサール大佐）
  - 第20歩兵大隊
  - 第8野戦砲兵大隊（8門）
  - 第8工兵中隊
- 「チンチペ」支隊（ビークトル・ロドリーゲス中佐）
  - 第33歩兵大隊（2個軽歩兵中隊）
- 陸軍セルバ師団（北東）（アントーニオ・シルバ少将）

攻撃作戦開始時の北部集団の総兵力は、11,500人から13,000人になった。

## 戦争
どちらの国の軍が最初に攻撃したかについての説明は、今日まで両国でかなり異なる。ペルー側は、エクアドル軍がペルー領のサルミージャ県に侵入し、ケブラダセカ（ドライクリーク）として知られる場所に広がる戦いを開始した、としている。しかしエクアドルの主張は、ペルーが明確な国境協定に署名することをエクアドルに強制する意図で、エクアドルを侵略する口実として国境パトロール間の一連の行動をとったというものである。彼らは、両国間の地域における軍の駐在の明らかな格差がこの説明を支持していると主張している。
最初の衝突は1941年7月5日土曜日に起こった。
ペルーの報告によると、サルミージャ川のほとりにある町、ウアキリャスの駐屯地からのエクアドル軍の一部は、エクアドルとペルーの国境の左端で現状維持の戦線として機能し、ウアキリャスの真正面にある町、アグアス・ベルデスにあるペルーの国境検問所に渡り、ペルーの警備隊に発砲した。これらの軍隊の後には約200人のエクアドル武装勢力が続き、アグアス・ベルデスの警察署を攻撃し、ペルーは歩兵中隊をアグアス・ベルデスに送り、エクアドル軍をサルミージャを越えて撃退した。その後、戦闘はサルミージャ川沿いの国境地域全体に拡大した。7月6日には、ペルー軍用機は川沿いのエクアドル国境検問所に対して空爆を行っていた。
戦争中にエル・オロ県を守るエクアドル軍の司令官であるエクアドル大佐ルイス・ロドリゲスは、7月5日の事件は、エクアドル国境警備隊が、警官に保護されているペルー人を発見し、担当区からペルー人を一掃したことで起こった、とした。警備隊を見てペルーの警官は発砲し、1人の警備隊を殺害した。これに続いて、サルミージャ川の対岸にいる軍隊間で広範囲にわたる発砲が交わされ、2人のエクアドルの将校がペルーの地元の指揮官と話すためにアグアス・ベルデスに派遣されたが、ペルー当局から彼らの戦線に戻るように言われた。
エクアドル軍に比べ、遥かに規模が大きく装備の整った13,000人のペルー軍は、約1,800人のエクアドルの掩護部隊をすぐに圧倒し、サルミージャ川から撤退させ、エクアドルのエル・オロ県に侵入した。ペルー側は、エクアドルのウアキリャス、アレニージャス、サンタ・ロサ、マチャラといった町への限定的な空爆も実施した。
ペルー軍は、大砲と航空支援を備えたチェコの戦車で構成された装甲部隊を使用し、またこの地域に空挺部隊の分遣隊を設立して、1941年7月27日にエクアドルの港湾都市プエルト・ボリバルを占領する大きな戦果を上げた。空挺部隊が戦闘に使用されたのはアメリカ大陸で初めてであった。
エクアドルのカルロス・アルベルト・アロヨデル・リオ大統領が、首都キトに軍隊のかなりの部分を留めるように促した微妙な政治状況に直面して、エクアドルは即座に停戦を要求し、1941年7月31日に発効した。
戦争の結果、ペルーはエクアドルの沿岸地域であるエル・オロ県のほぼ全体とアンデスのロハ県のいくつかの町を占領したほか、アマゾン国境に沿った紛争の全線に沿ってエクアドル人を追い返した。
カルロス・アルベルト・アロヨデル・リオが率いるエクアドル政府は、1942年1月29日にアメリカ、ブラジル、アルゼンチン、チリを保証国とする「平和、友好、国境に関する協定」いわゆるリオデジャネイロ議定書に署名し、その後ペルー軍は撤退した。

## 余波
1939年に勃発した第二次世界大戦に際し、ペルーは開戦の数ヶ月後に枢軸国との関係を断ち切り、連合国に加わった。
エクアドルが1948年に境界委員会から撤退した時にも、リオ議定書によって示された最終的な境界線に沿った境界線の配置は、実際の地理的状況と議定書の指示との間の矛盾が主張されたために決定されなかった。エクアドルは戦地となった場所で、ペルーが方向性についての適切な交渉をするまで議定書を決定することができなくなった。そのため、エクアドルとペルーの国境の約78kmは、次の50年の間国境が確定せず、両国間で継続的に外交的および軍事的危機を引き起こす原因となった。
1960年、エクアドルのホセ・マリア・ベラスコ大統領は、リオデジャネイロ議定書は無効であると宣言した。ベラスコ政権は、エクアドルがリオデジャネイロ議定書に署名した時にはペルーがエクアドルの一部を軍事占領しており、1935年にアメリカ諸国会議で定められた、軍事的圧力の下で署名された条約を非合法化するリオ条約に反していると主張した。
しかし、この宣言はリオデジャネイロ議定書の保証国によって拒否されたため、国際的な影響はほとんどなかった。一部のペルーのアナリストは、ベラスコ大統領がナショナリズムとポピュリストの巧言で政治的支持を集めるために無効論を利用したと推測している。
1981年、両国は再びパキシャ戦争で一時的に衝突したが、1995年のセネパ戦争の直後に、紛争は最終的な解決がなされた。1998年10月26日、ペルーとエクアドルの代表は、最終的な和平協定（ブラジリア大統領法）に署名した。